# Departamento de Asuntos de los Veteranos de los Estados Unidos
El Departamento de Asuntos de los Veteranos de los Estados Unidos (en inglés: United States Department of Veterans Affairs; acrónimo:  VA) es un departamento de nivel gabinete dirigido por el gobierno estadounidense que se encarga de gestionar el sistema de beneficios a veteranos militares en ese país. Es el segundo departamento más grande de los Estados Unidos, siendo el Departamento de Defensa el primero. Con un presupuesto a 2009 de cerca de $87 mil millones, los 280.000 (aprox.) empleados de este departamento se encargan en cientos de asuntos de veteranos como lo son los servicios médicos, clínicos y administración de sus beneficios, así como también, el encargado de distribuir beneficios de veteranos hacia ellos, sus familias y otros sobrevivientes.
Los beneficios incluyen compensación por discapacidad, pensiones, educación, préstamos hipotecarios, seguros de vida, rehabilitación profesional, las prestaciones de supervivencia, los beneficios médicos y beneficios de entierro. Es administrado por el secretario de Asuntos de los Veteranos.